# Russian Sky Airlines

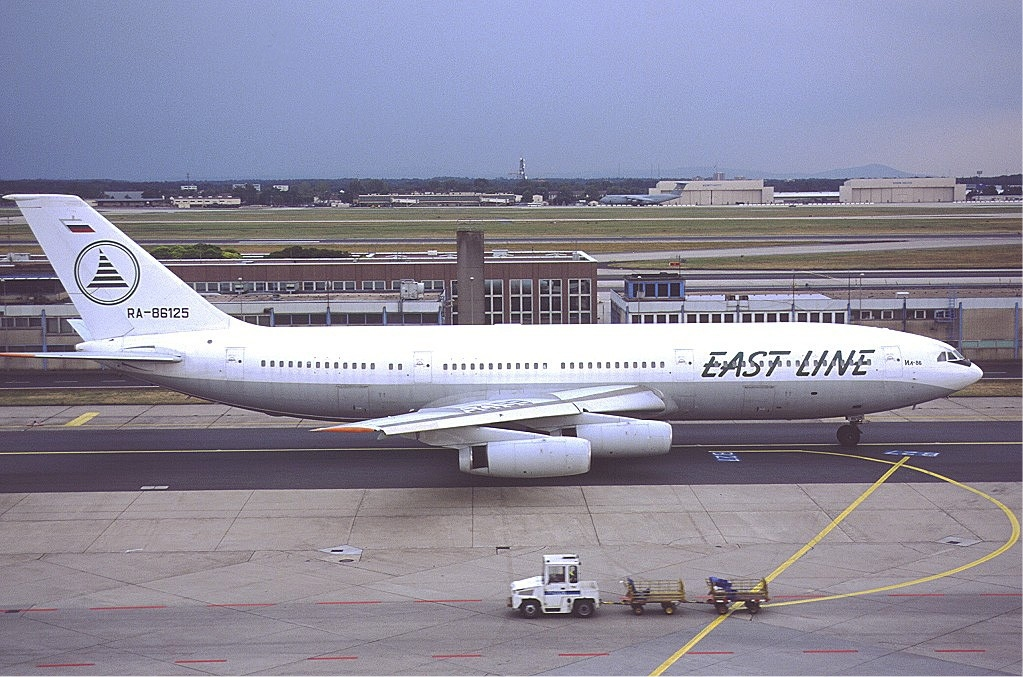
Ilyushin d'East Line en 2001

East Line Airlines (en russe : Авиакомпания ИСТ ЛАЙН, c'est-à-dire Aviacompaniya Ist Layn) (code AITA : P7 ; code OACI : ESL) était une compagnie aérienne russe.